# Volvobrachia beklemischevi
Volvobrachia beklemischevi är en ringmaskart som först beskrevs av Ivanov 1957.  Volvobrachia beklemischevi ingår i släktet Volvobrachia och familjen skäggmaskar. Inga underarter finns listade i Catalogue of Life.